# La vida útil
La vida útil és una pel·lícula uruguaiana-espanyola del 2010. Dirigida per Federico Veiroj, és un drama protagonitzat per Jorge Jellinek, Manuel Martínez Carril i Paola Venditto. Estrenada al Festival Internacional de Cinema de Toronto, va ser preseleccionada per l'Uruguai com a candidata a Oscar a la millor pel·lícula de parla no anglesa als premis Oscar de 2010 però finalment no fou nominada.

## Sinopsi
Després d'un quart de segle de treballar en una cinemateca —la seva única ocupació—, Jorge queda sense treball, la qual cosa l'obliga a adaptar-se i redefinir-se.

## Protagonistes
- Jorge Jellinek (Jorge)
- Manuel Martínez Carril
- Paola Venditto
- Gonzalo Delgado Galiana
- Victoria Novick

## Premis
- Festival Internacional de Cinema de Sant Sebastià: premi Cinema en Construcció de la Indústria en l'edició 2009 i esment especial en l'edició 2010.
- Festival de Valdivia (2010): millor director.
- Esment especial al Festival Internacional de Cinema de Varsòvia (2010).[5]
- Primer premi Coral en el Festival de l'Havana (2010).[6]
- FIPRESCI en el Festival Internacional de Cinema de Cartagena de Indias (2011).
- Premi especial del jurat en el Festival Internacional de Transsilvània (2011), al Festival Internacional de Cinema d'Istanbul (2011) i al FICUNAM, Mèxic (2011).
- BAFICI (2011): millor actor (Jorge Jellinek).[7][1]